# Дорожон, Маргарита Сергеевна
Маргарита Сергеевна Дорожон (укр. Маргарита Сергіївна Дорожон, ивр. מרגריטה דורוז'ון‎; род. 4 сентября 1987, Днепропетровск) — израильская и украинская легкоатлетка, специалистка по метанию копья. Выступает на профессиональном уровне с 2002 года, обладательница бронзовой медали чемпионата мира среди юниоров, победительница и призёрка ряда крупных международных стартов, действующая рекордсменка Израиля, участница летних Олимпийских игр в Лондоне.

## Биография
Маргарита Дорожон родилась 4 сентября 1987 года в городе Днепропетровске Украинской ССР. Росла в спортивной семье, отец Сергей Борисович Дорожон — титулованный советский метатель молота, мать выступала в метании копья, брат Дмитрий Дорожон занимался метанием диска.
Впервые заявила о себе в лёгкой атлетике в сезоне 2002 года, когда в метании копья стала третьей в юношеской матчевой встрече со сборными Белоруссии и Польши в Киеве, а также на юношеских всеукраинских играх в Донецке.
В 2003 году в той же дисциплине заняла 17-е место на юношеском мировом первенстве в Шербруке, шестое место на Европейском юношеском олимпийском фестивале в Париже.
В 2004 году отметилась выступлением на юниорском мировом первенстве в Гроссето, в финал не вышла.
В 2005 году была седьмой на юниорском европейском первенстве в Каунасе.
На юниорском мировом первенстве 2006 года в Пекине завоевала бронзовую награду, уступив только немке Сандре Шаффарцик и соотечественнице Вере Ребрик.
В 2007 году среди прочего метала копьё на молодёжном европейском первенстве в Дебрецене.
Выполнив олимпийский квалификационный норматив (61,00), в 2012 году Дорожон удостоилась права защищать честь страны на летних Олимпийских играх в Лондоне — на предварительном отборочном этапе метнула копьё на 56,74 метра, чего оказалось недостаточно для выхода в финал.
В 2013 году одержала победу на чемпионате Украины в Донецке, выступила на чемпионате мира в Москве.
Будучи женой израильтянина Алексея Богуславского, в 2014 году получила израильское гражданство и на международных стартах стала выступать за сборную Израиля.
В 2015 году на Бислеттских играх в Осло установила ныне действующий рекорд Израиля в метании копья — 64,56 метра. Представляла Израиль на Европейских играх в Баку и на чемпионате мира в Пекине.
В 2016 году метала копьё на чемпионате Европы в Амстердаме.
В 2017 году победила на Маккабианских играх в Иерусалиме, участвовала в чемпионате мира в Лондоне.
В 2018, 2019 и 2023 годах ещё трижды становилась чемпионкой Израиля в метании копья.